# 차카부코현
차카부코현(스페인어: Provincia de Chacabuco)은 칠레 산티아고 수도주를 구성하는 6개의 현 가운데 하나로 현도는 콜리나이며 면적은 2,076.1km2, 인구는 203,993명(2012년 기준), 인구 밀도는 98명/km2이다.